# ロードリミッター
ロードリミッター（Load Limiter）は、自動車の衝突時にシートベルトに一定の荷重がかかると、それ以上の荷重をかけないようにベルトの拘束を段階的に緩め、乗員の身体にかかる負荷を軽減する装置のこと。フォースリミッター、エネルギー吸収装置とも呼ばれる。
ベルト巻取り装置（リトラクター）の回転シャフトにトーションバーを用いて衝突時にそのバーを捻ることでウェビングを数センチメートル引き出して乗員の身体にかかる負荷を軽減する。プリテンショナー装着車の場合、衝突時にはまずプリテンショナーによる拘束動作があり、その後ロードリミッターが作動する。